# Jan Zbranek
Jan Zbranek (* 8. února 1986 Jeseník) je český sportovní lezec, horolezec, bývalý reprezentant v lezení na obtížnost (také vicemistr ČR) a mistr ČR v boulderingu. Jako jediný český lezec má licenci hlavního stavěče cest Mezinárodní federace sportovního lezení (International Chief Route Setter IFSC). Vede týmy stavěčů cest pro závody světových pohárů (dospělí i mládež) v lezení na obtížnost, výjimečně také v boulderingu, čemuž se snaží vyhýbat pro zranění ramene. V roce 2016 byl poprvé také hlavním stavěčem cest pro lezení v obtížnosti na Mistrovství světa v Paříži. Jeho domácími lezeckými stěnami, kde mimo jiné organizační povinnosti staví i nové cesty pro zákazníky jsou pražský SmíchOff a stěna v rakouském Imstu. V roce 2016 se také na pískovcových skalách účastnil jako spoluautor při prvovýstupu dvou nových cest s Václavem Šatavou a Alešem Procházkou.

## Český horolezecký svaz
- Je předsedou komise alpinismu ČHS a také spoluorganizuje soustředění v horách pro mladé alpinisty.
- Školí národní stavěče cest a hlavní stavěče cest pro české závody.[4]

## Výkony a ocenění
- 2001: v trojici českých závodníků, kterým se podařilo získat první medaile na IX. MSJ, pořádaném od roku 1992.
- 2015: Horolezec roku, 3. místo
- 2015: Výstupy roku ČHS, čestné uznání za přelez cesty Bellavista[5]

### Vícedélkové lezení
- 2015: Bellavista 8c, volný přelez, s Dušanem Stoupou Janákem, Cima Ovest, Alpy

### Závodní lezení
| Mistrovství světa | Mistrovství světa | Mistrovství světa |
| Rok               | 2005              | 2007              |
| ----------------- | ----------------- | ----------------- |
| Obtížnost         | 63                | —                 |
| Bouldering        | —                 | 54                |

| Světový pohár | Světový pohár |
| Rok           | 2004          |
| ------------- | ------------- |
| Obtížnost     | 77-79         |

| Mistrovství Evropy | Mistrovství Evropy |
| Rok                | 2004               |
| ------------------ | ------------------ |
| Obtížnost          | 30-33              |
| Bouldering         | 41                 |

| Mistrovství České republiky | Mistrovství České republiky | Mistrovství České republiky | Mistrovství České republiky | Mistrovství České republiky | Mistrovství České republiky | Mistrovství České republiky |
| Rok                         | 2001                        | 2002                        | 2003                        | 2004                        | 2005                        | 2006                        |
| --------------------------- | --------------------------- | --------------------------- | --------------------------- | --------------------------- | --------------------------- | --------------------------- |
| Obtížnost                   | 14                          | 18                          | 10                          | 6                           | 2                           | 11                          |
| Bouldering                  | ještě se nekonalo           |                             | ? (kval.)                   | 1                           |                             | neúčast (zranění prstu)     |

| Český pohár | Český pohár |
| Rok         | 2005        |
| ----------- | ----------- |
| Bouldering  | 2           |
| jednotlivě* | x           |

- nalevo jsou poslední závody v roce

| Mejcup     | Mejcup |
| Rok        | 2002   |
| ---------- | ------ |
| Bouldering | 1      |

| Mistrovství světa juniorů | Mistrovství světa juniorů | Mistrovství světa juniorů | Mistrovství světa juniorů | Mistrovství světa juniorů | Mistrovství světa juniorů | Mistrovství světa juniorů |
| Rok                       | 2000 kat. B               | 2001 kat. B               | 2002 kat. A               | 2003 kat. A               | 2004 junioři              | 2005 junioři              |
| ------------------------- | ------------------------- | ------------------------- | ------------------------- | ------------------------- | ------------------------- | ------------------------- |
| Obtížnost                 | 26                        | 3                         | 23                        | 6                         | 16                        | 5                         |

| Evropský pohár juniorů | Evropský pohár juniorů | Evropský pohár juniorů | Evropský pohár juniorů | Evropský pohár juniorů | Evropský pohár juniorů | Evropský pohár juniorů |
| Rok                    | 2000 kat. B            | 2001 kat. B            | 2002 kat. A            | 2003 kat. A            | 2004 junioři           | 2005 junioři           |
| ---------------------- | ---------------------- | ---------------------- | ---------------------- | ---------------------- | ---------------------- | ---------------------- |
| Obtížnost              | 4                      | 7                      | 19-20                  | ?                      | 8                      | 5                      |
| jednotlivě*            | ,5,8                   | 4-6,11,11,10,5,-       | -,-,17,9               | 8,7,13,7               | 8,8,9,11               | 4,4,19,8-9,6           |

- poznámka: nalevo jsou poslední závody v roce